# Pasmo Kojszowskiej Hali

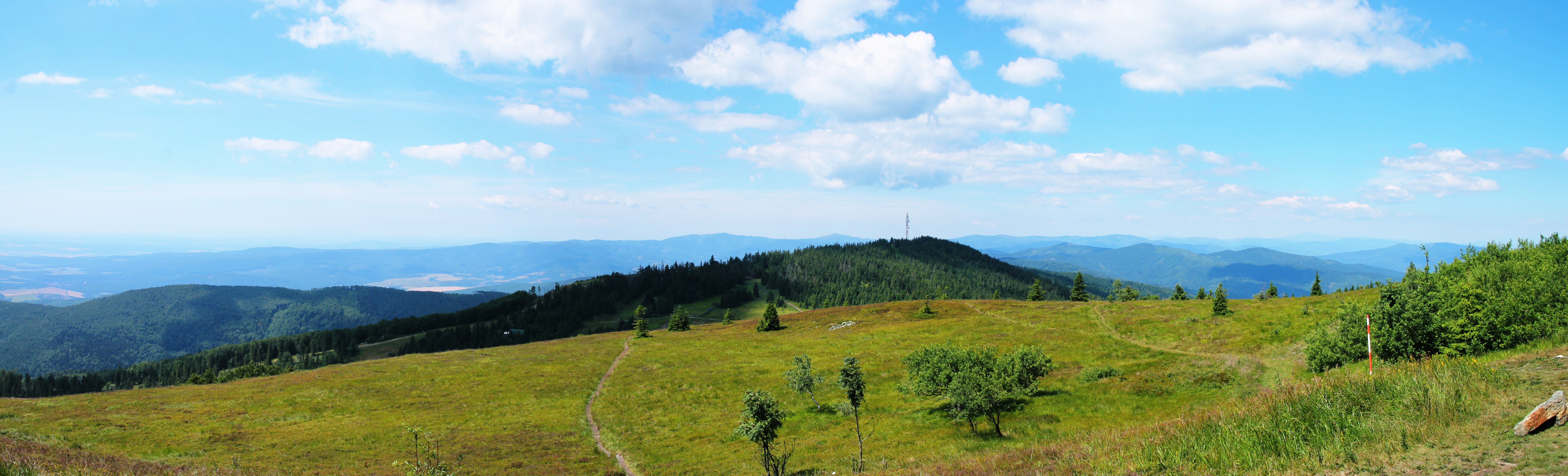
Wierzchołek Kojszowskiej Hali

Idčianske sedlo

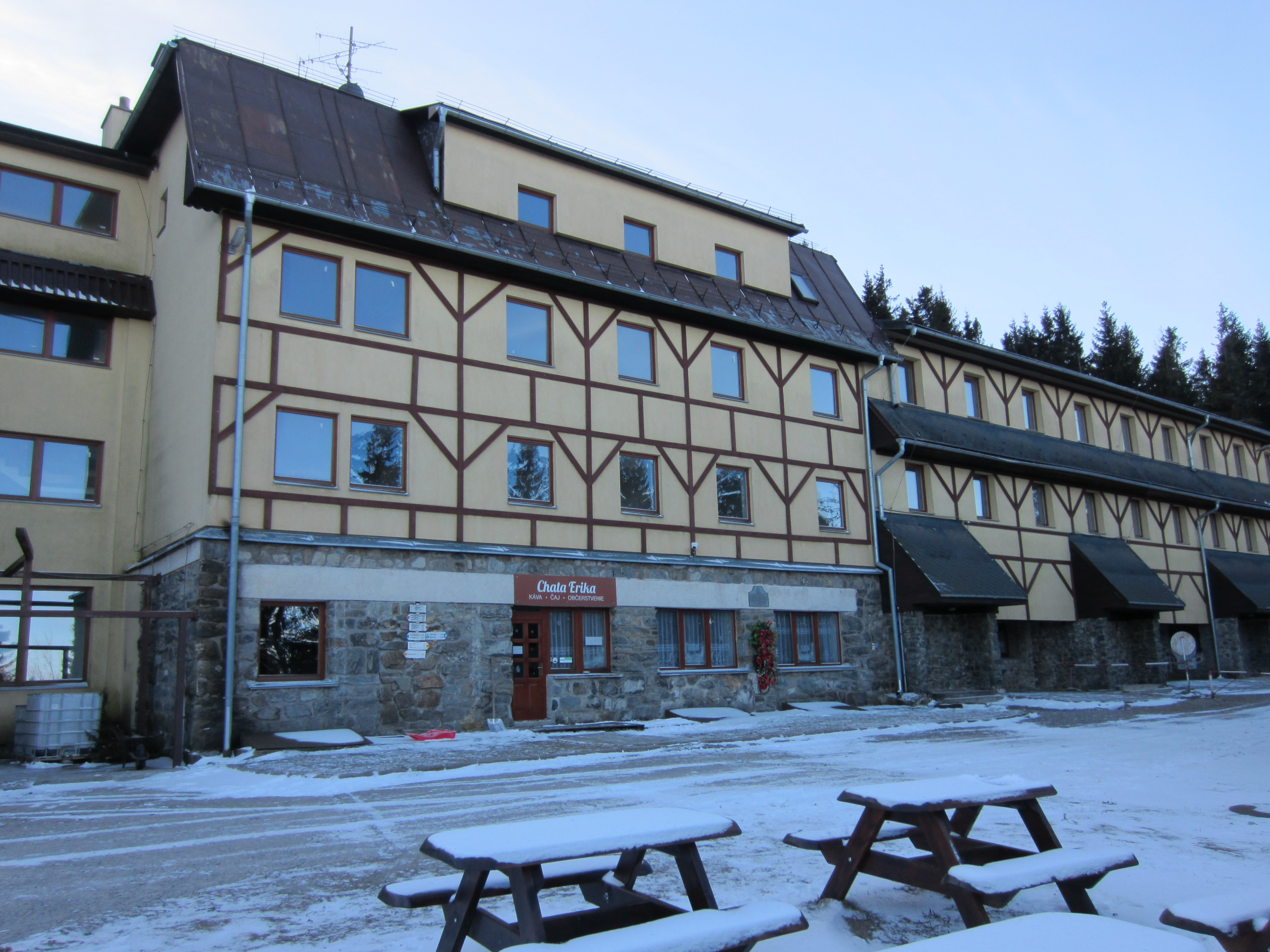
Chata Erika

Pasmo Kojszowskiej Hali (słow. podcelok Kojšovská hoľa) – rozległa grupa górska, stanowiąca najbardziej na wschód wysuniętą część Gór Wołowskich w Łańcuchu Rudaw Słowackich. Najwyższy szczyt: Kojszowska Hala (1246 m n.p.m.).

## Położenie
Pasmo obejmuje odcinek głównego grzbietu Gór Wołowskich długości ok. 30 km, ograniczony na zachodzie przez Štóske sedlo (798 m n.p.m.), a na wschodzie przez przełęcz zwaną Jahodná (556 m n.p.m.). Od północy ograniczone jest doliną Hnilca na odcinku od miejscowości Mníšek nad Hnilcom po jezioro zaporowe Ružín. Na wschodzie ogranicza je jezioro Ružín i uchodzący do niego potok Belá, wspomniana przełęcz Jahodná i tektoniczna dolina potoku Črmeľ. Na południu Sedlo pod Kobyľou horou (pol. Przełęcz pod Kobylą Górą, 530 m n.p.m.) oddziela pasmo Kojszowskiej Hali od niskiego pasemka Holički, a fragment doliny Bodvy oddziela je od Płaskowyżu Jasowskiego, należącego już do Krasu Słowacko-Węgierskiego.

## Ukształtowanie
Całość pasma jest mocno rozczłonkowana: od głównego grzbietu w kierunkach północnym i południowym wybiegają liczne, również mocno rozgałęzione grzbiety boczne, porozdzielane głębokimi dolinami licznych potoków, będących dopływami odpowiednio Hnilca i Bodvy. Wysokość głównego grzbietu waha się przeważnie w granicach 900 – 1100 m n.p.m. Powyżej sięgają jedynie Kojszowska Hala i jej trabant Zlatoidská hora (1232 m n.p.m.), położony na zach. od nich Biely kameň (1134 m n.p.m.) oraz leżące jeszcze bardziej na zach. Kloptáň (1154 m n.p.m.) i sąsiadująca z nią Zbojnícka skala (1147 m n.p.m.). Grzbiety boczne sięgają z reguły wysokości 600–900 m n.p.m., przy czym szereg spiętrzeń przekracza tę ostatnią poziomicę.

## Turystyka
Całe pasmo pokryte jest dość gęstą siecią znakowanych szlaków turystycznych. Głównym grzbietem pasma na całej długości przebiega czerwono znakowany szlak turystyczny, zwany Szlakiem Bohaterów Słowackiego Powstania Narodowego (słow. Cesta hrdinov SNP). Najczęściej spotykani są tu turyści z pobliskich Koszyc.